# Wilhelm Nerman
| Till vänster: Birger Jarlsgatan 10, till höger:Skeppsbron 30 |  | Till vänster: Birger Jarlsgatan 10, till höger:Skeppsbron 30 |
| Till vänster: Birger Jarlsgatan 10, till höger:Skeppsbron 30 |  |                                                              |

Gustaf Wilhelm Nerman, född 3 oktober 1855 i Stockholm, död 29 juni 1926 där, var en svensk civilingenjör, arkitekt och byggmästare med egen byggfirma.

## Biografi
Nerman tog studenten vid Stockholms lyceum 1874 och utbildade sig därefter till civilingenjör vid Teknologiska institutets avdelning för maskinbyggnad mellan 1875 och 1878. Han anställdes på Sundbybergs ångsåg där han stannade till 1879. Mellan åren 1879–1882 var Nerman nivellör vid byggandet av Södra Dalarnes Järnväg, SDJ. Nerman återvände därefter till huvudstaden där han öppnade egen arkitekt- och byggnadsfirma.
Nerman finns uppförs för ett flertal bostadshus i Stockholm, både som byggmästare och arkitekt. I den senare rollen samarbetade han i vissa fall med arkitekten Ernst Stenhammar innan denna startade egen verksamhet 1887. 
Nerman ritade storbyggmästaren Axel Gotthard Jansons eget bostadshus vid Birger Jarlsgatan 10 (Styckjunkaren 5) som uppfördes 1890–1891 och var Stockholms första bostadsfasad helt i natursten, något som fick många efterföljare de kommande åren.
Nerman är begravd på Norra begravningsplatsen utanför Stockholm.

## Verk i Urval[5]
- Söderströmska huset, Kyrkogården 6, Artillerigatan 8, fasader Kasper Salin och Isak Gustaf Clason, 1882–1883
- Björken 12, Floragatan 20 /Stureparken 11, tillsammans med Stenhammar, 1885–1886
- Björken 13, Floragatan 18 /Stureparken 9, tillsammans med Stenhammar, 1885–1886
- Älgen 5, Sturegatan 58, planer, fasader Stenhammar, 1885–1886
- Sveahallen, Stora Badstugatan 68 (Sveavägen 90), Stockholm, 1889 (byggmästare)[6]
- Styckjunkaren 5, Birger Jarlsgatan 10, 1890–1891
- Brandenburgska huset, Glacus 3, Skeppsbron 30, ombyggnad 1890